# 預防心理學
預防心理學（英語：Preventive Psychology）是心理學次領域之一，其目標在於透過改變環境，降低全民發生心理疾病或困擾。專業發展核心在於初級預防之研究與實務，因此屬於「心理衛生初級預防」（primary prevention in mental health）取向。除了與社區心理學有緊密關係之外，並且持續拓展至各相關領域的預防努力。

## 興起背景
- 1960年代，初級預防成為心理衛生（mental health）領域之重要取向，開啟了「現代預防的新紀元」（modern prevention era）。
- 1963年，美國國會通過「社區心理衛生中心法案」（Community Mental Health Centers Act），初級預防被應用在社區心理衛生中心的諮詢 與教育方案的相關設計之中。
- 1965年，社區心理學正式誕生，並影響預防心理學的發展。
- 1978年，美國卡特總統主政時期直屬總統之「心理衛生特別委員會」（President's Commission on Mental Health）重申預防工作的重要性，並將初級預防列入建議聯邦政府八項行動方案之一。

## 核心概念
預防心理學主要強調在改變（如對抗、中和或抵消等）可能對人們心理健康有負面影響的環境，以有效減低心理困擾或問題的新個案（new cases）發生率（incidence）。所以，預防心理學不是要去介入已產生（或發展中）心理困擾、問題或疾病的特定個人（如health psychology），相對的要去設法降低整個人口群體的相關風險。雖然在這樣長期努力與正向環境改變之下，仍然會有一些人引發相關的心理困擾或問題，但總人口的新發生個案人數將被減少。

## 方案目標
1. 方案對象必須是群體（mass-oriented）、團體取向（group-oriented）或系統層次（system level），絕非是個人（individuals）。
2. 方案對象必須是狀況良好（well）的大眾，而不是已經有心理困擾或問題的人，因為預防介入重點在於環境的相關負面影響。
3. 方案目標必須有理論與實證基礎（evidence-based），以期能夠提昇對象群體的心理健康強度或降低其心理不適的風險機率。
4. 預防方案通常須要設定長期的目標（有時5年、10年或更久）。

## 心理衛生初級預防的保護與危險因子
| 層面 | 保護因子                                                                                           | 危險因子                                                                                     |
| ---- | -------------------------------------------------------------------------------------------------- | -------------------------------------------------------------------------------------------- |
| 個人 | 正向的自我意識 良好的因應技巧 社會技巧 依附家庭 良好的身體健康                                     | 低自尊 低自我效能 缺乏因應技巧 兒童時期的不安全依附關係 身體與智能上的障礙                   |
| 社區 | 早期依附的正向經驗 支持性的照顧父母/家庭 良好的溝通技巧 支持性的社會關係 自我意識與歸屬感 社區參與 | 虐待與暴力 分離與失落 同儕拒絕 社會孤立                                                      |
| 結構 | 安全可靠的生活環境 經濟穩定 工作就業 正向的教育經驗 獲得支持性的服務                               | 鄰里的暴力與犯罪 貧窮 失業或經濟不穩定 流落街頭 學業失敗 社會或文化上的歧視 缺乏支持性的服務 |

## 開拓者
- George Wilson Albee （1921－2006）
- Emory Cowen
- James G. Kelley（個人網站 （页面存档备份，存于））
- Richard Price
- Martin Bloom

## 延伸閱讀
- Albee, George W.; Thomas P. Gullotta. . Sage Publications. 1997. ISBN 0-7619-0468-9.
- Albee, George W. . Counselling Psychology Quarterly. 1999, 12(2): 133–146.
- Coie, John D.; Norman F. Watt, Stephen G. West, J. David Hawkins, Joan R. Asarnow, Howard J. markman, Sharon L. Ramey, Myrna B. Shure, Beverly Long. . American Psychologist. 1993, 48(10): 1013–1022.
- Hess, Robert E.; John Morgan. . Haworth Press. 1990. ISBN 0-86656-999-5.
- Clay, Rebecca A. . Monitor on Psychology. 2009, 40(8): 42. 外部链接存在于|title= (帮助)

## 外部連結
- 台灣社區心理學資訊網